# Slow life, slow music
slow life, slow music（スローライフスローミュージック）は、ミュージックバードで、2005年10月3日から放送されている番組。放送時間は、毎週月～金曜日の28:00～29:00（2007年3月30日までは、毎週月～木曜日の24:00～25:00だった）（JST）。また、一部のコミュニティ放送局でもネットされている。

## 概要
「自然にゆったりと、音楽を楽しむ朝のひととき。」のコンセプトのもと、ゆっくりとした音楽を送る。パーソナリティはなし。
早朝4時台の放送になってからは、一部の放送局では、末尾1分は局名告知などのステーションブレイクに差し替えられる場合がある（FMいるかなど）。

### 放送時間
- 2005年10月3日-2007年3月29日 - 月-木曜日 24:00-25:00（JST）
- 2007年4月2日 - 月-金曜日 28:00-29:00（JST）

## タイムテーブル
（2007年8月）
- 28:00-29:00 音楽